# Baron Dunboyne
Baron Dunboyne ist ein erblicher britischer Adelstitel, der zweimal in der Peerage of Ireland  geschaffen wurde. Die Titel sind nach der irischen Stadt Dunboyne benannt. Beide Titel existieren bis heute parallel.

## Verleihungen
In erster Verleihung wurde der Titel per Letters Patent am 11. Juni 1541 für Sir Edmond Butler geschaffen. Seine Vorfahren hatten die feudale Baronie Dunboyne schon ab 1324 inne. Stammsitz der Barone Dunboyne erster Verleihung ist Kiltinan Castle bei Fethard im County Tipperary.
In zweiter Verleihung wurde der Titel am 29. November 1719 für Sir William Grimston, 5. Baronet, geschaffen, zusammen mit dem übergeordneten und ebenfalls zur Peerage of Ireland gehörenden Titel Viscount Grimston. Er führte bereits den 1629 in der Baronetage of England geschaffenen Titel Baronet, of Little Waltham. Seinem Enkel, dem 3. Viscount, wurde 1790 in der Peerage of Great Britain auch der Titel Baron Verulam verliehen. Dessen Sohn, dem 4. Viscount wurden 1815 auch die Titel Earl of Verulam und Viscount Grimston verliehen, beide in der Peerage of the United Kingdom. Sitz der Familie ist Gorhambury House bei St. Albans in Hertfordshire.

## Liste der Barone Dunboyne

### Barone Dunboyne, erste Verleihung (1541)
- Edmond Butler, 1. Baron Dunboyne († 1566)
- James Butler, 2. Baron Dunboyne († 1624)
- Edmond Butler, 3. Baron Dunboyne († 1640)
- James Butler, 4. Baron Dunboyne († 1662)
- Pierce Butler, 5. Baron Dunboyne († 1690)
- James Butler, 6. Baron Dunboyne († 1701)
- Pierce Butler, 7. Baron Dunboyne († 1718)
- Edmond Butler, 8. Baron Dunboyne († 1732)
- James Butler, 9. Baron Dunboyne († 1768)
- Pierce Butler, 10. Baron Dunboyne († 1773)
- Pierce Butler, 11. Baron Dunboyne († 1785)
- John Butler, 12. Baron Dunboyne (1720–1800)
- James Butler, 13. Baron Dunboyne (1780–1850)
- Theobald Butler, 14. Baron Dunboyne (1806–1881)
- James Clifford-Butler, 15. Baron Dunboyne (1839–1899)
- Robert Butler, 16. Baron Dunboyne (1844–1913)
- Fitzwalter Butler, 17. Baron Dunboyne (1874–1945)
- Patrick Butler, 18. Baron Dunboyne (1917–2004)
- John Butler, 19. Baron Dunboyne (1951–2013)
- Richard Butler, 20. Baron Dunboyne (* 1983)

Mutmaßlicher Titelerbe (Heir Presumptive) ist der Onkel zweiten Grades des aktuellen Titelinhabers Michael Butler (* 1944).

### Barone Dunboyne, zweite Verleihung (1719)
- William Grimston, 1. Viscount Grimston, 1. Baron Dunboyne (um 1683–1756)
- James Grimston, 2. Viscount Grimston, 2. Baron Dunboyne (1711–1773)
- James Grimston, 3. Viscount Grimston, 3. Baron Dunboyne (1747–1808)
- James Grimston, 1. Earl Verulam, 4. Baron Dunboyne (1775–1845)
- James Grimston, 2. Earl of Verulam, 5. Baron Dunboyne (1809–1895)
- James Grimston, 3. Earl of Verulam, 6. Baron Dunboyne (1852–1924)
- James Grimston, 4. Earl of Verulam, 7. Baron Dunboyne (1880–1949)
- James Grimston, 5. Earl of Verulam, 8. Baron Dunboyne (1910–1960)
- John Grimston, 6. Earl of Verulam, 9. Baron Dunboyne (1912–1973)
- John Grimston, 7. Earl of Verulam, 10. Baron Dunboyne (* 1955)

Voraussichtlicher Titelerbe (Heir apparent) ist der Sohn des aktuellen Titelinhabers James Grimston, Viscount Grimston (* 1978).
Dessen Titelerbe ist dessen Sohn John Grimston (* 2010).